# Paul Maar
Pour les articles homonymes, voir Maar et Maar (homonymie).
Paul Maar, né le 13 décembre 1937 à Schweinfurt (Allemagne), est un écrivain allemand, auteur de littérature pour l'enfance et la jeunesse.

## Biographie
Paul Maar naît à Schweinfurt, en Bavière, dans le district de Basse-Franconie. Après la mort précoce de sa mère, il vit avec son grand-père dans la zone rurale de Theres, dans le nord de la Bavière. Après avoir suivi les cours au gymnasium de Schweinfurt, il étudie à l'académie d'État des beaux-arts de Stuttgart (de). Il  travaille ensuite comme scénographe et photographe de scène pour le château-théâtre de Massbach (de). Après cela, il enseigne pendant dix ans en tant que professeur d'art. Depuis 1976, il est écrivain indépendant. Il vit à Bamberg avec sa femme et ses trois enfants.

## Filmographie (comme auteur ou scénariste)

### à la télévision
- 1971 : Der König in der Kiste
- 1977 : Eine Woche voller Samstage
- 1980 : Am Samstag kam das Sams zurück
- 1980 : Die Opodeldoks (série télévisée)
- 1986 : Die vergessene Tür

### Au cinéma
- 1991 : Lippels Traum de Karl-Heinz Käfer
- 2001 : Das Sams
- 2003 : Sams in Gefahr
- 2007 : Herr Bello
- 2009 : Le Prince des mille et une nuits (Lippels Traum)
- 2012 : Sams im Glück